# Бородуліхинський сільський округ
Бороду́ліхинський сільський округ (каз. Бородулиха ауылдық округі, рос. Бородулихинский сельский округ) — адміністративна одиниця у складі Бородуліхинського району Абайської області Казахстану. Адміністративний центр — село Бородуліха.
Населення — 6291 особа (2021; 5687 у 2009, 6835 у 1999, 8281 у 1989).
Станом на 1989 рік існувала Бородуліхинська сільська рада (села Бородуліха, Знаменка) з центром у селі Знаменка, села Баришовка, Піднебесне, Успенка перебували у складі Жерновської сільської ради колишнього Новошульбинського району. Вони були передані до складу округу 1998 року.

## Склад
До складу округу входять такі населені пункти:
| Населений пункт  | Старі назви | Населення, осіб (1989) | Населення, осіб (1999) | Населення, осіб (2009) | Населення, осіб (2021) |
| ---------------- | ----------- | ---------------------- | ---------------------- | ---------------------- | ---------------------- |
| Баришовка, село  | -           | 209                    | 118                    | 57                     | 26                     |
| Бородуліха, село | -           | 7370                   | 6122                   | 5226                   | 5912                   |
| Знаменка, село   | -           | 179                    | 130                    | 94                     | 88                     |
| Піднебесне, село | -           | 133                    | 98                     | 56                     | 57                     |
| Успенка, село    | -           | 390                    | 367                    | 254                    | 208                    |